# Wartość logiczna
Niektóre z zamieszczonych tu informacji wymagają weryfikacji.
Dokładniejsze informacje o tym, co należy poprawić, być może znajdują się w dyskusji tego artykułu.
 Po wyeliminowaniu niedoskonałości należy usunąć szablon [[Szablon:Dopracować|]] z tego artykułu.
Wartość logiczna – podstawowa cecha zdania określająca jego stosunek do faktów.
W logice klasycznej każde zdanie może przyjąć tylko jedną z dwóch wartości logicznych:
- prawda – czyli zgodność zdania ze zbiorem faktów, oznaczana tradycyjnie znakiem „1”,
- fałsz – czyli niezgodność zdania ze zbiorem faktów, oznaczana tradycyjnie znakiem „0”.

Jednak w rozmaitych systemach logiki nieklasycznej pojawią się też inne wartości.
W logice rozmytej (Fuzzy Logic) będącej próbą sformalizowania matematycznego rozumowania indukcyjnego zamiast prostego „prawda i fałsz” występuje następujący zbiór wartości zdań określających stosunek podmiotu zdania do zbioru faktów:
- zdanie nie odnosi się do posiadanych faktów (brak danych o podmiocie zdania) (oznaczany przez znak zbioru pustego {\displaystyle \emptyset }),
- podmiot zdania odnosi się do posiadanych faktów, ale nie można określić czy jest z nimi zgodny (zdanie niekonkluzywne) (oznaczany przez {\displaystyle \dashv }),
- zdanie jest zgodne ze zbiorem faktów (tradycyjna prawda) (oznaczana przez {\displaystyle \top }),
- zdanie nie jest zgodne ze zbiorem faktów (tradycyjny fałsz) (oznaczane przez {\displaystyle \bot }),
- zdanie nie jest do końca prawdziwe.

W rozmaitych innych wielowartościowych systemach logicznych przyjmuje się zwykle szereg wartości pośrednich między fałszem i prawdą będących symbolicznym oznaczeniem rozmaitych stopni niepewności. Logiki wielowartościowe oparte na zbiorach takich wartości nie różnią się jednak istotnie od logiki klasycznej (oprócz stopnia ich skomplikowania).
Najbardziej złożone podejście do wartości logicznej prezentuje logika modalna, w której wartość logiczna zdania nie jest wartością stałą, lecz zmienia się w zależności od tego, jaki jest stosunek podmiotu zdania do zbioru faktów.